# Brønnums Maskinfabrik
Brønnums Maskinfabrik A/S var en dansk maskinfabrik beliggende i Holmbladsgade 47 på Amagerbro i København. Det store fabriksanlæg blev revet ned i 1979 og er nu erstattet af boligbyggeriet Støberigården.

## Historie
Virksomhedens historie kunne føres tilbage til firmaet D. Løwener & Co., Maskinfabrik og Jernstøberi, grundlagt 22. september 1838 på Christianshavn, Overgaden oven Vandet 6 af Daniel Frederik Løwener. 1876 flyttedes støberiet til Køhlersvej i Sundby, nu Holmbladsgade. En søn af grundlæggeren udtrådte af firmaet omkring 1890 og dannede maskinfirmaet V. Løwener, og den 8. november 1890 omdannedes fabriken til A/S Christianshavns Jernstøberi og Maskinværksteder med fabrikation af kakkelovne, komfurer, bygningsstøbegods, kedler og beholdere samt centralvarmeanlæg. I 1897 ophævedes aktieselskabet, og virksomheden fortsattes som personligt firma under navnet: Christianshavns Jernstøberi og Maskinværksteder, Ludv. Brønnum. Samtidig overtoges fabrikationen efter firmaet A.H. Tønderings Jernstøberi, med skibskomfurer som speciale, og værkstederne flyttedes til støberiets grund i Holmbladsgade 47.
55°39′55.37″N 12°36′28.19″Ø / 55.6653806°N 12.6078306°Ø.
Efter Ludvig Brønnums død i 1902 overtoges ledelsen af sønnen, civilingeniør Egil Brønnum (f. 23. maj 1875), og 1. maj 1906 indgik virksomheden under De Forenede Jernstøberier A/S med E. Brønnum som direktør i Holmbladsgade. Den 1. juli 1932 flyttede A/S De Forenede Jernstøberier en del af produktionen til Frederiksværk og overdrog samtidig maskinværkstederne i Holmbladsgade med tilhørende produktion af modeller til et selvstændigt aktieselskab, Brønnums Maskinfabrik, med E. Brønnum som direktør. Den 1. januar 1950 tiltrådte fabrikant Svend Heineke som adm. direktør og civilingeniør E.H. Nordvad som direktør. Fabrikationen omfattede restaurationskomfurer, skibskomfurer samt kogegryder og køkkenanlæg m. m. for gas, olie, kul, damp og elektricitet. Virksomheden, der en overgang også drev Kerteminde Jernstøberi, gik konkurs 1997.
Anlægget blev i 1960'erne overdraget til J. Chr. Jensen's Galvaniserings-Etablissement, der lå her indtil 1970'erne. Det store fabriksanlæg i Holmbladsgade var opført i 1870'erne i gule mursten i rundbuestil.

## Støberigården
Anlægget blev revet ned 1979, og 10. juni 1983 nedlagte overborgmester Egon Weidekamp grundstenen til boligbyggeriet Støberigården, der rejste sig på grunden 1983-84 for boligselskabet VIBO. Anlægget rummer også en kommunal vuggestue, og da det i 1987 kommer frem, at grunden er stærkt forurenet, og at kommunen har undervurderet forureningen, lukker institutionen og grunden renses.